# Élysées La Défense (stanice metra v Paříži)
Élysées La Défense byla plánovaná stanice pařížského metra, která nebyla nikdy dokončena. Stanice se měla stát součástí linky 1 ve čtvrti La Défense.

## Historie
V 70. letech při stavbě budov ve čtvrti La Défense bylo plánováno prodloužit linku 1 od stanice Pont de Neuilly západním směrem až do této čtvrti. Pro linku byl rezervován prostor v základech budov a to včetně dvou stanic La Defense – Michelet a Élysées La Défense. Když bylo v roce 1992 rozhodnuto o prodloužení metra, byl opuštěn původní projekt vést trať pod Seinou, neboť byl příliš drahý a složitý. Místo toho byla trať vedena po povrchu a přes Seinu přes most Pont de Neuilly a zahloubena teprve až pod La Défense. Pro novou trasu, která je dnes v provozu, byla místo Élysées La Défense vybudována stanice La Défense zhruba sto metrů severovýchodně. Podzemní prostory jsou přístupné pouze přes 4. podzemní podlaží budovy Élysées La Défense. Mohly by být využity v případě prodloužení linky RER E západním směrem.